# سیارک ۹۴۹۷
سیارک ۹۴۹۷ (به انگلیسی: 9497 Dwingeloo، نامگذاری:1001T-2) نه هزار و چهارصد و نود و هفتمین سیارک کشف شده‌است که در ۲۹ سپتامبر ۱۹۷۳ کشف شد.
قدر مطلق سیارک برابر ۱۳٫۳۰ است.